# Pete Trewavas
Peter Trewavas, detto Pete (Middlesbrough, 15 gennaio 1959), è un bassista britannico, noto per militare nel gruppo rock progressivo Marillion dal 1982, anno in cui subentrò a Diz Minnitt.
A partire dal 1999 è anche il bassista dei Transatlantic, supergruppo rock progressivo nato dall'idea di Mike Portnoy e Neal Morse, ai tempi rispettivamente batterista dei Dream Theater e cantante e tastierista degli Spock's Beard.

## Discografia

### Con i Marillion
- 1983 – Script for a Jester's Tear
- 1984 – Fugazi
- 1985 – Misplaced Childhood
- 1987 – Clutching at Straws
- 1989 – Seasons End
- 1991 – Holidays in Eden
- 1994 – Brave
- 1995 – Afraid of Sunlight
- 1997 – This Strange Engine
- 1998 – Radiation
- 1999 – marillion.com
- 2001 – Anoraknophobia
- 2004 – Marbles
- 2007 – Somewhere Else
- 2008 – Happiness Is the Road
- 2009 – Less Is More
- 2012 – Sounds That Can't Be Made
- 2016 – Fuck Everyone and Run (F E A R)
- 2019 – With Friends from the Orchestra
- 2022 – An Hour Before It's Dark

### Con i Transatlantic
- 2000 – SMPT:e
- 2001 – Live in America (Live)
- 2001 – Bridge Across Forever
- 2003 – Live in Europe (Live)
- 2009 – The Whirlwind
- 2010 – Whirld Tour 2010 - Live from Shepherd's Bush Empire, London (Live)
- 2011 – More Never Is Enough - Live @ Manchester and Tilburg 2010 (Live)
- 2014 – Kaleidoscope
- 2014 – Kaliveoscope (Live)
- 2021 – The Absolute Universe

### Con i Kino
- 2005 – Picture
- 2018 – Radio Voltaire